# Список субрегионов, используемых в Лондонском плане
Большой Лондон разделён на пять субрегионов для целей Лондонского плана. Границы этих районов были изменены в 2008 и 2011 годах, и их роль в реализации Лондонского плана менялась с каждой итерацией.

## Назначение
Субрегионы — это элемент Лондонского плана, призванный стимулировать партнёрскую работу лондонских боро.

## История
С 2004 по 2008 год субрегионы изначально совпадали с районами Совета по обучению и навыкам, созданными в 1999 году. Субрегионы 2004—2008 годов имели субрегиональные рамки развития. Субрегионы были пересмотрены в феврале 2008 года в рамках дальнейших изменений в Лондонском плане. Субрегионы 2008—2011 годов имели свои субрегиональные рамки реализации. В 2011 году субрегионы были пересмотрены ещё раз. Субрегионы 2011 года используются для обязательного мониторинга, вовлечения и распределения ресурсов. С 2011 года субрегионы остаются статичными, без изменений в опубликованном плане 2016 года и проекте плана 2019 года.

## Список субрегионов

### С 2011 года
| Субрегион   | Лондонские боро                                                                                            | Площадь, га |  |
| ----------- | --- | ----------- |  |
| Центральный | Камден, Сити, Кенсингтон и Челси, Ислингтон, Ламбет, Саутуарк, Вестминстер                                 | 13 136,02   |  |
| Восточный   | Баркинг и Дагенем, Бексли, Гринвич, Хакни, Хаверинг, Луишем, Ньюэм, Редбридж, Тауэр-Хамлетс, Уолтем-Форест | 47 673,77   |  |
| Северный    | Барнет, Энфилд, Харингей                                                                                   | 19 853,67   |  |
| Южный       | Бромли, Кройдон, Кингстон-апон-Темс, Мертон, Саттон, Уондсуэрт                                             | 44 936,52   |  |
| Западный    | Брент, Илинг, Хаммерсмит и Фулем, Харроу, Ричмонд-апон-Темс, Хиллингдон, Хаунслоу                          | 33 868,62   |  |

### 2008—2011
| Субрегион        | Лондонские боро                                                                    | Население, млн | Рабочих мест | Карта  |  |
| ---------------- | ---------------------------------------------------------------------------------- | -------------- | ------------ | ------ |  |
| Северо-Восточный | Баркинг и Дагенем, Сити, Хаверинг, Ньюэм, Редбридж, Тауэр-Хамлетс, Уолтем-Форест   | 1,4            | 900 000      | [ 7 ]  |  |
| Северный         | Барнет, Камден, Энфилд, Хакни, Харингей, Ислингтон, Вестминстер                    | 1,7            | 1,5 млн      | [ 8 ]  |  |
| Юго-Восточный    | Бексли, Бромли, Гринвич, Луишем, Саутуарк                                          | 1,3            | 500 000      | [ 9 ]  |  |
| Юго-Западный     | Кройдон, Кингстон-апон-Темс, Ламбет, Мертон, Ричмонд-апон-Темс, Саттон, Уондсуэрт  | 1,6            | 730 000      | [ 10 ] |  |
| Западный         | Брент, Илинг, Хаммерсмит и Фулем, Харроу, Хиллингдон, Хаунслоу, Кенсингтон и Челси | 1,6            | 900 000      | [ 11 ] |  |

### 2004—2008
| Субрегион   | Лондонские боро                                                                                   | Население (2001) |  |
| ----------- | ------------------------------------------------------------------------------------------------- | ---------------- |  |
| Центральный | Камден, Кенсингтон и Челси, Ислингтон, Саутуарк, Уондсуэрт, Вестминстер                           | 1 525 000        |  |
| Восточный   | Баркинг и Дагенем, Бексли, Сити, Гринвич, Луишем, Хакни, Хаверинг, Ньюэм, Редбридж, Тауэр-Хамлетс | 1 991 000        |  |
| Северный    | Барнет, Энфилд, Харингей, Уолтем-Форест                                                           | 1 042 000        |  |
| Южный       | Бромли, Кройдон, Кингстон-апон-Темс, Мертон, Ричмонд-апон-Темс, Саттон, Ламбет                    | 1 329 000        |  |
| Западный    | Брент, Илинг, Хаммерсмит и Фулем, Харроу, Хиллингдон, Хаунслоу                                    | 1 421 000        |  |

## Список боро
| Боро               | 2004—2008   | 2008—2011        | 2011—н.в.   |
| ------------------ | ----------- | ---------------- | ----------- |
| Сити               | Восточный   | Северо-Восточный | Центральный |
| Баркинг и Дагенем  | Восточный   | Северо-Восточный | Восточный   |
| Барнет             | Северный    | Северный         | Северный    |
| Бексли             | Восточный   | Юго-Восточный    | Восточный   |
| Брент              | Западный    | Западный         | Западный    |
| Бромли             | Южный       | Юго-Восточный    | Южный       |
| Камден             | Центральный | Северный         | Центральный |
| Кройдон            | Южный       | Юго-Западный     | Южный       |
| Илинг              | Западный    | Западный         | Западный    |
| Энфилд             | Северный    | Северный         | Северный    |
| Гринвич            | Восточный   | Юго-Восточный    | Восточный   |
| Хакни              | Восточный   | Северный         | Восточный   |
| Хаммерсмит и Фулем | Западный    | Западный         | Западный    |
| Харингей           | Северный    | Северный         | Северный    |
| Харроу             | Западный    | Западный         | Западный    |
| Хаверинг           | Восточный   | Северо-Восточный | Восточный   |
| Хиллингдон         | Западный    | Западный         | Западный    |
| Хаунслоу           | Западный    | Западный         | Западный    |
| Ислингтон          | Центральный | Северный         | Центральный |
| Кенсингтон и Челси | Центральный | Западный         | Центральный |
| Кингстон-апон-Темс | Южный       | Юго-Западный     | Южный       |
| Ламбет             | Центральный | Юго-Западный     | Центральный |
| Луишем             | Восточный   | Юго-Восточный    | Восточный   |
| Мертон             | Южный       | Юго-Западный     | Южный       |
| Ньюэм              | Восточный   | Северо-Восточный | Восточный   |
| Редбридж           | Восточный   | Северо-Восточный | Восточный   |
| Ричмонд-апон-Темс  | Южный       | Юго-Западный     | Западный    |
| Саутуарк           | Центральный | Юго-Восточный    | Центральный |
| Саттон             | Южный       | Юго-Западный     | Южный       |
| Тауэр-Хамлетс      | Восточный   | Северо-Восточный | Восточный   |
| Уолтем-Форест      | Северный    | Северо-Восточный | Восточный   |
| Уондсуэрт          | Центральный | Юго-Западный     | Южный       |
| Вестминстер        | Центральный | Северный         | Центральный |